# Józef Rachwał
Józef Rachwał (ur. 1 grudnia 1889 w Popkowicach, zm. 19 listopada 1974 w Lublinie) – polski artysta rzeźbiarz, fotografik, urzędnik, księgowy i pedagog.

## Życiorys
Pochodził z rodziny najemnych pracowników dworskich. Jego ojcem był Andrzej, a matką Julianna de domo Mazur. Z uwagi na jego zdolności artystyczne właściciel popkowickiego majątku, Józef Piasecki, ufundował mu edukację w warszawskiej Szkole Sztuk Pięknych. Naukę kontynuował w Akademii Sztuk Pięknych w Krakowie (rzeźba). Uczęszczał w tym czasie równolegle do szkoły muzycznej (skrzypce). Nie uzyskał dyplomu z uwagi na wybuch I wojny światowej, ale udało mu się uzyskać wpis do ministerialnego rejestru artystów rzeźbiarzy. Pozwoliło mu to pracować przy odbudowie krużganków wawelskich i odnawianiu głów ze stropu w Sali Poselskiej zamku.

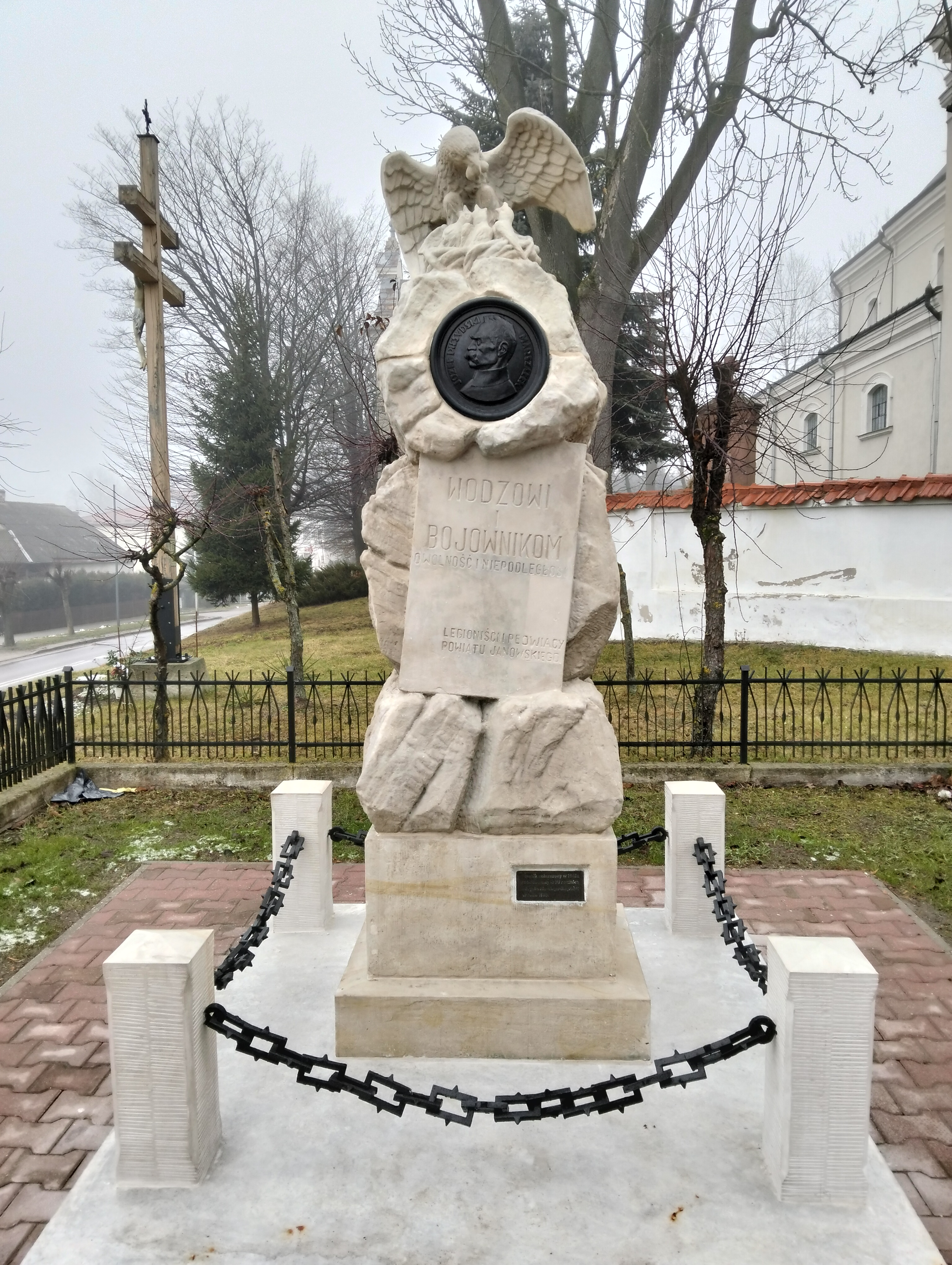
Pomnik Józefa Piłsudskiego w Urzędowie

W 1919 zatrudnił się w prywatnym progimnazjum w Urzędowie (mieszkał przy obecnej ulicy Dzikowskiego). Nauczał tam rysunku, muzyki, śpiewu, robót ręcznych oraz kaligrafii. W Urzędowie założył rodzinę, jak również rozpoczął działalność artystyczną. Tworzył rzeźby drewniane, gipsowe, w piaskowcu i czerwonym granicie. Propagował też sztukę ludową i lokalne rzemiosło, w tym ceramikę urzędowską. Wykonywał fotografie artystyczne ziemi urzędowskiej. Po likwidacji progimnazjum zajął się całkowicie rzeźbą i fotografiką. Surowiec (kamień) sprowadzał z okolic Kielc. Tworzył pod gołym niebem rzeźby, nagrobki, fragmenty elewacji i inne. Oprócz tego brał udział w życiu społecznym miasta. W 1926 wybrano go na prezesa Związku Strzeleckiego w Urzędowie i sekretarza Komitetu Przysposobienia Wojskowego. W latach 30. XX wieku otrzymał Krzyż Zasługi za szerzenie oświaty sanitarnej. W 1937 rozpoczął pracę w spółdzielni „Społem” jako rachmistrz (do 1945).
Po zakończeniu okupacji niemieckiej, wspólnie z nauczycielką Heleną Bogusławską, zaprojektował kapliczkę w Skorczycach, upamiętniającą siedemnastu zamordowanych w 1943 przez Niemców mieszkańców wsi i okolic (jego autorstwa jest m.in. tympanon). W 1945 rozpoczął pracę w Prywatnym Gimnazjum w Urzędowie, nauczając rysunku, śpiewu i prac ręcznych, współtworzył też bibliotekę szkolną. W latach 1947-1948 pozostawał członkiem Ogniska Związku Nauczycielstwa Polskiego w Urzędowie (przewodniczył obradom sądu koleżeńskiego). 30 czerwca 1948 zakończył zatrudnienie, gdyż rodzina przeprowadziła się do Lublina, gdzie był księgowym, a następnie pracownikiem kancelarii Szkoły Muzycznej. Na emeryturę przeszedł w latach 50. XX wieku, co nie zakończyło jego życia zawodowego.
Pracował w Warszawie w przedsiębiorstwie Konserwacja Architektury Monumentalnej u prof. Bohdana Pniewskiego. Współpracował m.in. przy odbudowie pałacu Potockich, jako sztukator-brygadzista. Jego zespół rekonstruował kominki w sali balowej. W latach 1954-1965 wraz z innym zespołem brał udział w rozbudowie Teatru Wielkiego (tworzył m.in. wazony z marmuru). Był autorem kominków do warszawskiego pałacu Przebendowskich, a także różnorakich prac w Lublinie (np. herb miasta na froncie Poczty Głównej, orzeł na Banku Polskim przy Krakowskim Przedmieściu, rozety przy Placu Łokietka, elementy ornamentów dworca głównego, czy pomnik Jana Kochanowskiego przy ulicy Narutowicza). Oprócz tego trudnił się mniejszymi zamówieniami, także w drewnie (m.in. figura św. Antoniego dla sióstr zakonnych, płaskorzeźba Józefa Piłsudskiego, portret Jadwigi Serbinówny-Puff, czy Chrystus Ukrzyżowany). Dużą część jego prac stanowiły nagrobki, przy czym nie wszystkie te dzieła są rozpoznane i przypisane twórcy.

## Upamiętnienie
Tablica pamiątkowa w budynku Zespołu Szkół Orląt Lwowskich w Urzędowie (2005).

## Dzieła
- napis na elewacji mleczarni w Urzędowie: „PODGÓRZANKA. SPÓŁDZIELNIA MLECZARSKA”,
- płaskorzeźba na szczycie sklepu przy Rynku 1 w Urzędowie i napis: „Spółdzielcze Stowarzyszenie Spożywców Jedność – Społem”,
- piaskowcowy pomnik Józefa Piłsudskiego i Polskiej Organizacji Wojskowej przy kościele św. Mikołaja w Urzędowie ufundowany przez mieszkańców miasta (1936) z rzeźbą orła, medalionem z popiersiem i napisem w otoku: „Józef Piłsudski – Marszałek”, a poniżej „Wodzowi i Bojownikom o Wolność i Niepodległość – Legioniści i Peowiacy powiatu janowskiego”. U dołu obiektu umieszczono dopisek: „Zniszczony w 1946 r., odbudowany w 70-tą rocznicę odzyskania niepodległości Polski w 1988 roku”.
- pomnik Orląt Lwowskich z granitu i głazów narzutowych, przy skarpie nad ulicą Podwalną również ufundowany przez mieszkańców Urzędowa (1926), wzniesiony staraniem nauczycieli szkolnych (przede wszystkim Leopolda Warchałowskiego, kierownika szkoły) i lokalnego społeczeństwa, z napisem: „Orlętom – dzieciom bohaterom poległym w latach 1918/19 w walkach o polskość Lwowa i niepodległość Ojczyzny – dzieci i nauczycielstwo Szkoły Powszechnej. Urzędów dnia 22.V.1926 roku”. Obiekt zwieńczony orłem karmiącym orlęta,
- rzeźby w kościele w Urzędowie, m.in. aniołki, czy figura Chrystusa ukrzyżowanego na frontonie,
- płaskorzeźby na bramie kaplicy grobowej Piaseckich na cmentarzu w Popkowicach,
- nagrobki i rzeźby grobowe w Lublinie (cmentarz przy ul. Lipowej), w Urzędowie, Kraśniku, Dzierzkowicach, Rzeczycy oraz Krężnicy,
- pomnik poległych powstańców styczniowych w Potoku Górnym,
- kapliczka w Skorczycach (wraz z Heleną Bogusławską)[1].